# Riedelia whitei
Riedelia whitei là một loài thực vật có hoa trong họ Gừng. Loài này được Henry Nicholas Ridley miêu tả khoa học đầu tiên năm 1922.

## Phân bố
Loài này được tìm thấy gần Deva Deva ở tỉnh Central, Papua New Guinea. Mẫu vật điển hình: C.T. White 613 và C.T. White 655 do Cyril Tenison White (1890-1950) thu thập.